# Tomislav Ivković
Tomislav Ivković (Zágráb, 1960. augusztus 11. –) olimpiai bronzérmes jugoszláv válogatott horvát labdarúgó, kapus, edző.

## Pályafutása

### Klubcsapatban
1978 és 1982 között a Dinamo Zagreb, 1983-ban a Dinamo Vinkovci, 1983 és 1985 között a Crvena zvezda labdarúgója volt. 1985 után külföldre szerződött és Ausztriában, Belgiumban, Portugáliában és Spanyolországban szerepelt. 1985–86-ban az osztrák Wacker Innsbruck, 1986 és 1988 között a Swarovski Tirol, 1988-ban a Wiener SC, 1989-ben a belga KRC Genk kapusa volt. 1989 és 1993 között a portugál Sporting, 1993-ban az Estoril Praia, 1994-ben a Vitória, 1994 és 1996 között a Belenenses csapatában szerepelt. 1996–97-ben a spanyol UD Salamanca játékosa volt. 1997–98-ban a portugál Estrela Amadora együttesében fejezte be az aktív labdarúgást.

### A válogatottban
1983 és 1991 között 38 alkalommal szerepelt a jugoszláv válogatottban. Az 1980-as moszkvai olimpián negyedik lett a csapattal. Részt vett az 1984-es franciaországi Európa-bajnokságon. Az 1984-es Los Angeles-i olimpián bronzérmet szerzett a válogatottal. Tagja volt az 1990-es olaszországi világbajnokságon részt vevő csapatnak.

### Edzőként
2009-ben az iráni Persepolis csapatánál dolgozott segédedzőként. 2010-ben a Međimurje Čakovec, 2011 és 2015 között illetve 2016-ban az NK Lokomotiva vezetőedzője volt. 2016–17-ben a szaúdi Al-Faisaly csapatánál tevékenykedett. 2017–18-ben a Slaven Belupo Koprivnica szakmai munkáját irányította. 2018 óta az NK Rudeš vezetőedzője.

## Sikerei, díjai
Jugoszlávia
- Olimpiai játékok
  - bronzérmes: 1984, Los Angeles
  - 4.: 1980, Moszkva

 GNK Dinamo Zagreb
- Jugoszláv kupa
  - győztes (2): 1980, 1983

1980 83
 Crvena zvezda
- Jugoszláv bajnokság
  - bajnok: 1983–84
- Jugoszláv kupa
  - győztes: 1985

 Tirol Innsbruck
- Osztrák kupa
  - győztes: 1988